# 新疆生产建设兵团第四师七十八团
新疆生产建设兵团第四师七十八团是中华人民共和国新疆生产建设兵团第四师下辖的一个团。

## 行政区划
新疆生产建设兵团第四师七十八团下辖以下单位：
团部、一连、二连、三连、四连、五连、牧业中心生活区和六连。